# دونگی کریوودول
دونگی کریوودول (به صربی: Donji Krivodol) یک منطقهٔ مسکونی در صربستان است که در دیمیتروگراد واقع شده‌است. دونگی کریوودول ۱۹ نفر جمعیت دارد.